# Перипетія
Перипетія (грец. περιπέτεια — «несподіваний поворот», «раптова подія») несподіваний поворот у сюжеті літературного твору; раптова зміна, ускладнення в якійсь події або в чиємусь житті.
Перипетія співпричетна до категорії можливого, вона — структурований компонент епічних (пригодницький роман) та драматичних сюжетів, передовсім з яскраво вираженою інтригою, яка особливо характерна для М. Куліша («Патетична соната»), І. Кочерги («Майстри часу»).
У своєму трактаті «Поетика» Аристотель визначив перипетію як «перетворення дії в її протилежність». За словами Аристотеля, перипетія разом з анагноризмом є найважливішими елементами фабули.
Перипетія (грец. περιπέτεια) — в античній міфології раптове зникнення удачі у справах, що виникає як реакція богів на надмірно самовпевнену поведінку героя. Надалі призводить до божественної відплати — немезису (дав.-гр. Νέμεσις).